# Wolfgang Rüter
Wolfgang Rüter (* 22. Mai 1950 in Köln) ist ein deutscher Schauspieler.
Seine Ausbildung absolvierte er von 1972 bis 1975 an der Folkwang Hochschule in Essen und hatte daraufhin Engagements an verschiedenen Theatern, wie vorrangig am Schauspielhaus Bonn oder Zürich, Basel und Düsseldorf, wo er seit Beginn der 1990er Jahre  z. B. als Brabantio in Othello, Flamm in Rose Bernd oder Gerichtsrat Walter in Der zerbrochne Krug auftrat. Seit 1999 ist er Ensemblemitglied am Theater Bonn.
Des Weiteren ist er seit seinem Debüt in Hermine Huntgeburths Die Mitspeisenden in Film- und Fernsehproduktionen zu sehen, hauptsächlich in Gastauftritten von Fernsehserien, wie Tatort, Die Familienanwältin oder Alarm für Cobra 11 – Die Autobahnpolizei, aber auch in Kinofilmen.
Rüter ist zudem Sprecher von Hörbüchern und Hörspielen beim WDR oder beim SWR und war in der Hauptrolle des Herrn Hartmann in der Hörspielserie Mandala zu hören.

## Filmografie (Auswahl)
- 1990: Im Kreise der Lieben
- 1992: Der Tag an dem Otto kam
- 1998: Tatort: Bildersturm (Fernsehreihe)
- 1999: Hin und weg
- 2000: Die Wache
- 2001: Die Kumpel
- 2002: Lindenstraße
- 2002: Alarm für Cobra 11 – Die Autobahnpolizei
- 2002: SOKO Köln
- 2003: Tatort: Mutterliebe
- 2004: Was nicht passt, wird passend gemacht
- 2004: SK Kölsch
- 2005: Der Elefant – Mord verjährt nie
- 2005: Die Sitte
- 2006: Post Mortem
- 2006: Die Familienanwältin
- 2006: Autopiloten (Kinofilm)
- 2007: Tatort: Ruhe sanft!
- 2007: Clara (Kinofilm)
- 2008: Schokolade für den Chef
- 2009: Kommissar Stolberg – Die Tote vom Fluss
- 2016: Morgen hör ich auf (Fernsehserie)
- 2017: Wilsberg: Straße der Tränen (Fernsehserie)
- 2018: Aufbruch in die Freiheit
- 2018: Der Junge muss an die frische Luft
- 2022: Mord mit Aussicht – Die letzten ihrer Art
- 2023: Tatort: Du bleibst hier (Fernsehreihe)
- 2024: Ivo
- 2024: Vorübergehend glücklich
- 2024: Tatort: Made in China (Fernsehreihe)

## Hörspiele (Auswahl)
- 1999: Ken Follett: Die Säulen der Erde – Regie: Leonhard Koppelmann (Hörspiel (9 Teile) – WDR)
- 2013: Karlheinz Koinegg: Robin, der Reimer – Regie: Angeli Backhausen (WDR)
- 2015: Holger Siemann: Der Tod und die Schweine – Regie: Claudia Johanna Leist (Kriminalhörspiel – WDR)
- 2023: Leticia Milano und Tina Müller: Die andere Frida – Regie: Claudia Johanna Leist (Hörspiel – WDR)[5]

## Hörbücher
- Bewegung (Jörg Blech), Der Audio Verlag (DAV), Berlin, 2008, ISBN 978-3-89813-754-6 (Lesung, 2 CDs, 146 Min.)
- Marmortod (Christian Montillon) aus der Reihe Larry Brent, Romantruhe, 2012